# 2011-es jaroszlavli légi katasztrófa
A jaroszlavli légi katasztrófa 2011. szeptember 7-én, helyi idő szerint 16:02-kor történt Oroszországban. A balesetben a Kontinentális Jégkorong Ligában részt vevő Lokomotyiv Jaroszlavl az edzőit és minden felnőtt játékosát elvesztette. A Jak–42D típusú utasszállító repülőgép felszállás után nem sokkal kettétört és kigyulladt a jaroszlavli Tunosna repülőtértől 2,5 kilométerre.

## A baleset
Szemtanúk szerint a gép 400 m-rel túlgurult a felszállópályán és csak akkor volt képes magasba emelkedni, de a magassága nem volt elegendő, ezért egy 91 méter magas helyzetjelző toronynak ütközött, kigyulladt, majd egyik fele a Tunosonka (más források szerint a Volga) folyóba, a másik a szárazföldre zuhant.
A fedélzeten tartózkodtak a Lokomotyiv Jaroszlavl játékosai és edzői. A 37 utas és 8 főnyi személyzet közül ketten (Alekszandr Szizov hajózó mérnök, aki nem volt szolgálatban, hanem az utastér hátsó részében ült, illetve a csapat 26 éves csatára, Alekszandr Galimov) élték túl a balesetet, mindkettejüket válságos állapotban szállították kórházba. Galimov szeptember 12-én meghalt. A csapat Fehéroroszországba, Minszkbe tartott, ahol csütörtökön a FK Dinama Minszk ellen játszott volna a KHL (Kontyinyentalnaja Hokkejnaja Liga) 2011–2012-es idényének első fordulójában.

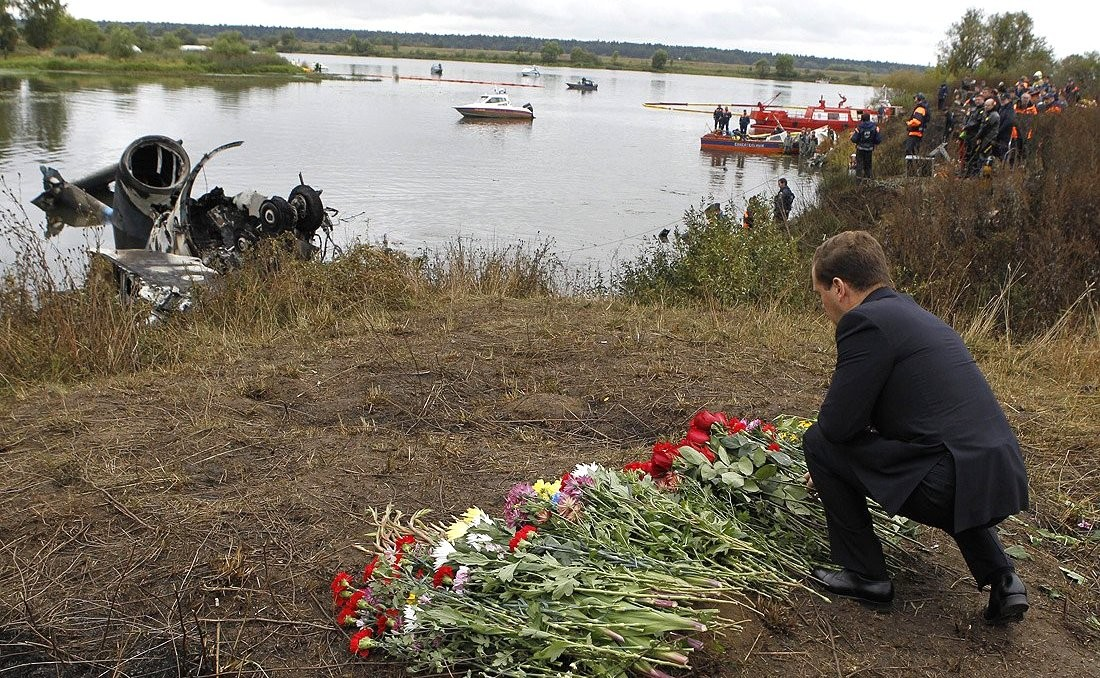
Dmitrij Medvegyev orosz elnök a baleset helyszínén

A klub elnöke szerint sérültjük nem volt, így a minszki mérkőzésre az összes felnőtt játékosuk elindult, valamint az ifjúsági csapat négy tagja is.
„A csapatunkat szállító repülőgép (helyi idő szerint) délután négy óra körül szállt fel – nyilatkozta Vlagyimir Malkov. – Először nem akartuk elhinni, mi történt, de most már nincs remény. A csapat odaveszett. Egy nemzetközi konferencia van a városban, ezért a reptér túlterhelt. Sokáig tanakodtunk azon, hogy ma vagy holnap induljon útnak a gárda...”
Ivan Karajecsev, a Dinamo Minszk szóvivője szerint az összes jegyet eladták a csütörtökre tervezett találkozóra.
Vlagyimir Putyin miniszterelnök azonnal a helyszínre küldte közlekedési miniszterét. Dmitrij Medvegyev orosz elnök korábban bejelentette, hogy tervbe vették a régi, szovjet időkből származó repülőgépek kivonását a forgalomból. A közepes hatótávolságú Jak–42-esek 1980 óta állnak szolgálatban, még ma is több tucatot használnak Oroszországban és más államok légitársaságainál.

## A repülőgép
A Jak–42D típusú utasszállító repülőgép első felszállása 1993-ban volt. A gép lajstromjele: RA-42434. A baleset idején 6500 repült órával rendelkezett, amely mintegy a fele a gép 12 ezer órás üzemidő-tartalékának. A gépet a kozmikus eszközök gyártásával foglalkozó Hrunyicsev Tudományos-termelési Központ Proton nevű légitársasága üzemeltette. Tőle lízingelte az 1993-ban alapított, elsősorban VIP-szállításokra szakosodott Jak-Szervisz légitársaság,  mely további hat Jak–40-es és Jak–42-es géppel rendelkezett. Ezek átlagéletkora 30 év, közülük a balesetet szenvedett gép volt a legfiatalabb.
A gép légi alkalmassági bizonyítványa 2013. október 1-jéig volt érvényes, az utolsó tervszerű karbantartást 2011. augusztus 16-án végezték el Kazanyban.

## A vizsgálat és a baleset lehetséges okai

### Feltételezések
2011. szeptember 14-én nyilvánosságra került, de hivatalosan nem megerősített információk szerint elképzelhető, hogy a repülőgép balesetét a felszállás közben ki nem engedett parkolófék okozta. A Jak–42 rögzített parkolófékkel kezdte meg a felszállást. (A parkolófék behúzott állapotára csak jelzőfény figyelmeztet, hangjelzés nincs.) A pilóták felszállás közben engedték ki a féket, majd megpróbálták korrigálni a sebességgyűjtést. A gép a kifutópályán túlszaladt, a főfutókkal mintegy 400 métert tett meg a füves talajon, majd ezt követően kezdett emelkedni. Eközben az alacsonyan emelkedő gép vélhetően egy antennának ütközött. Ezt a feltételezést a hatóságok később elutasították.

### A másodpilóta hibája
2011. november 10-én a Komszmolszkaja Pravda orosz napilap nyilvánosságra hozta, hogy feltehetően a másodpilóta, Igor Zseveljov hibája okozta a szerencsétlenséget. A lap értesülései szerint a felszállás közben a másodpilóta lába végig a féken volt, és ezért a repülőgép nem tudta elérni a felszálláshoz szükséges sebességet. A kifutópálya elhagyása után a kapitány a felszállás megszakítása mellett döntött, és a fedélzeti mérnök megkezdte a gép lassítását. Ekkor a másodpilóta rákiabált a – nála 5 évvel fiatalabb – kapitányra: „Te meg micsinálsz ott?” A kapitány és a másodpilóta ekkor együttesen a felszállás mellett döntöttek, és nagy erővel maguk felé húzták a kormányt, miközben a másodpilóta lába még mindig a féken volt (és feltehetően még nagyobb nyomást fejtett ki).
Emellett kiderült, hogy a másodpilóta olyan izombetegségben szenvedett, amely miatt tompábban érezte végtagjait, a vérében pedig megtalálták a nyomait annak a gyógyszernek, amelyet erre a betegségre szedett és amely miatt nem is repülhetett volna.

### A hivatalos vizsgálat
A 2011. november 2-án ismertetett orosz légügyi vizsgálat jelentése szerint több más szerencsétlen körülmény mellett elsősorban emberi hiba, a benyomott fékpedál miatt zuhant le a gép.
A játékosok hozzátartozói által indított perben 105 millió rubel (kb 700 millió forint) kártérítést ítélt meg a bíróság a felperesek részére.
A 2014 áprilisában befejeződött nyomozás megállapította, hogy a kapitány hamisított engedéllyel dolgozott, a másodpilóta pedig nem rendelkezett megfelelő átképzéssel a Jak–42-es irányításához.

## Az elhunyt utasok névsora[3][4][15]
1. Vitalij Anyikejenko
2. Jurij Bahvalov
3. Mihail Balangyin
4. Alekszandr Beljajev
5. Gennagyij Csurilov
6. Pavol Demitra
7. Robert Dietrich
8. Alekszandr Galimov
9. Artyom Jarcsuk
10. Marat Kalimulin
11. Alekszandr Kaljanyin
12. Alekszandr Karpovcev
13. Andrej Kirjuhin
14. Nyikita Kljukin
15. Igor Koroljov
16. Nyikolaj Krivonoszov
17. Jevgenyij Kunnov
18. Vjacseszlav Kuznyecov
19. Stefan Liv
20. Jan Marek
21. Brad McCrimmon
22. Szergej Osztapcsuk
23. Vlagyimir Piszkunov
24. Karel Rachůnek
25. Karlins Skrastins
26. Makszim Suvalov
27. Ruszlan Szalej
28. Jevgenyij Szidorov
29. Pavel Sznurnyicin
30. Danyiil Szobcsenko
31. Ivan Tkacsenko
32. Pavel Trahanov
33. Jurij Uricsev
34. Josef Vašíček
35. Alekszandr Vaszjunov
36. Alekszandr Vjuhin
37. Andrej Zimin